# 索别斯拉夫一世

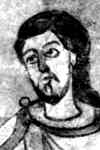
索别斯拉夫一世

索别斯拉夫一世（捷克語：Soběslav I.，約1075年—1140年2月14日）。普熱米斯爾王朝的波希米亞公爵（1125年－1140年）。波希米亞第一位國王弗拉季斯拉夫一世之子，布熱季斯拉夫二世的同父異母弟弟、博日沃伊二世及弗拉迪斯拉夫一世的弟弟。外祖父為波蘭公爵卡齊米日一世。

## 即位
1107年，索别斯拉夫一世跟隨被廢黜的兄長博日沃伊二世被堂兄斯瓦托普魯克放逐，逃至表弟波蘭國王波列斯瓦夫三世的王廷。當斯瓦托普魯克於1109年被刺殺後，博日沃伊二世密謀復位但失敗，在一場兄弟相殘的戰爭中，被德國國王亨利五世支持的兄長弗拉迪斯拉夫一世佔了上風，由他繼任為波希米亞公爵。其後，弗拉迪斯拉夫一世與索别斯拉夫一世兩人和解並於1115年晉封索别斯拉夫為摩拉維亞地區的布爾諾及茲諾伊莫兩地統治者。直至1123年，兩人的關係再度緊張，索别斯拉夫再次被放逐。1125年，弗拉迪斯拉夫一世逝世，索别斯拉夫一世以布熱季斯拉夫二世最後一位子嗣得以繼承爵位。

## 在位期間
索别斯拉夫一世在位期間成為神聖羅馬帝國皇帝洛泰爾二世的對手，他於1025年的選舉中，支持士本瓦公爵腓特烈二世（士本瓦公爵腓特烈一世之子、前任羅馬帝國皇帝亨利五世的外甥），以分化他的對手實力，爭取波希米亞獨立。在洛泰爾二世及弗拉迪斯拉夫一世的遺孀的支持下，斯瓦托普魯克之弟「黑人」奧托二世挑戰索别斯拉夫一世的權位。
當索别斯拉夫一世決定將奧托二世逐出奧洛穆茨，奧托二世向洛泰爾三世求助。洛泰爾三世宣稱沒有羅馬帝國的承認，任何人也不能繼承波希米亞的爵位，並著手以奧托二世的名義入侵波希米亞。然而，這危害到當地貴族的利益，所以他們在各地群起擁護索别斯拉夫一世。在1126年2月18日，洛泰爾三世領羅馬帝國和摩拉維亞聯軍在赫盧梅茨與波希米亞軍隊對戰。索别斯拉夫一世擊潰和擒獲羅馬帝國皇帝洛泰爾二世，而奧托二世更戰死沙場。洛泰爾二世最終承認索别斯拉夫一世波希米亞公爵的地位而得到釋放，兩國之間的關係又回復到以前的宗主權與附庸的關係。奧洛穆茨在索别斯拉夫一世在位期間成為了他的屬地。
此後，索别斯拉夫一世的權位又受到長兄布熱季斯拉夫二世之子布熱季斯拉夫所削弱，布熱季斯拉夫因為兄終弟及制度而成為有力的繼承人，更得到布爾諾公爵弗拉迪斯拉夫及茲諾伊莫公爵康拉德二世的支持。1130年6月，該陰謀被發現和阻撓了很多流血事件發生。公爵們皆存活並繼續統治，但布熱季斯拉夫卻受弄盲之刑。當他的妻舅貝拉二世於1131年當上匈牙利國王後，他開始與支持貝拉二世的對手鮑里斯的波蘭國王波列斯瓦夫三世發生武裝衝突。
1138年，士本瓦公爵腓特烈二世之弟康拉德三世成為羅馬人民國王後，兩國關係開始緩和。康拉德三世在同年舉行的皇室會議中，晉升索别斯拉夫一世當上高位，並承諾在索别斯拉夫一世去世後，賦予他的長子弗拉迪斯拉夫繼承波希米亞的權利。1140年2月14日，索别斯拉夫一世於霍斯廷內城堡逝世，長子弗拉迪斯拉夫並不能繼承爵位，弗拉迪斯拉夫一世之子弗拉迪斯拉夫二世繼承爵位，並得到康拉德三世的承認。
| 索别斯拉夫一世 普熱米斯爾王朝出生于：約1075年逝世於：1140年2月14日 | 索别斯拉夫一世 普熱米斯爾王朝出生于：約1075年逝世於：1140年2月14日 | 索别斯拉夫一世 普熱米斯爾王朝出生于：約1075年逝世於：1140年2月14日 |
| 統治者頭銜                                                         | 統治者頭銜                                                         | 統治者頭銜                                                         |
| ------------------------------------------------------------------ | ------------------------------------------------------------------ | ------------------------------------------------------------------ |
| 前任： 兄弗拉迪斯拉夫一世                                          | 波希米亞公爵 1125年－1140年                                        | 繼任： 侄弗拉迪斯拉夫二世                                          |